# Thornham (Norfolk)
Thornham – wieś w Anglii, w hrabstwie Norfolk, w dystrykcie King’s Lynn and West Norfolk. Leży 61 km na północny zachód od Norwich i 169 km na północ od Londynu. Miejscowość liczy 478 mieszkańców.